# اومیا-کو، سایتاما
اومیا-کو (به لاتین: Ōmiya-ku) یک منطقهٔ مسکونی در ژاپن است که در سایتاما واقع شده‌است. اومیا-کو ۱۲٫۸۰ کیلومتر مربع مساحت و ۱۱۳٬۷۴۲ نفر جمعیت دارد.